# Груич, Сава
Са́ва (Савва Дмитриевич) Гру́ич (серб. Сава Грујић) (1840—1913) — сербский военный и государственный деятель.

## Биография
Сава Груич родился 25 ноября 1840 года в селе Колари под Смедеревым. Образование получил в Белградском военном училище. В 1861 году был произведён в подпоручики артиллерии и вскоре был отправлен в Пруссию для практического изучения артиллерийского дела, где оставался до 1863 года.
Желая получить высшее теоретическое артиллерийское образование, Груич поступил на русскую службу и, зачисленный в 1864 году в 23-ю артиллерийскую бригаду. В 1865 году он поступил в Михайловскую артиллерийскую академию, по окончании которой последующие два года работал при Санкт-Петербургском арсенале.

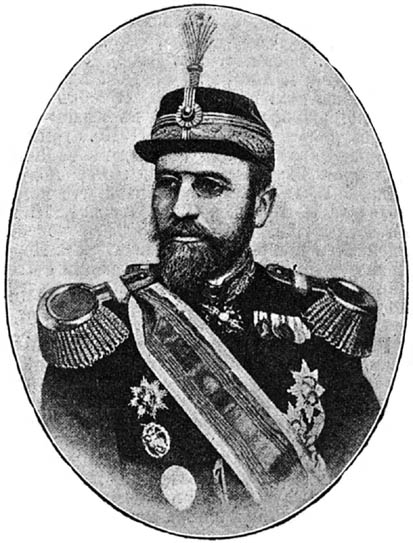
Сава Груич (фото из «ВЭС»)

В 1870 году Груич возвратился в Сербию. В 1873 году он был уволен из сербской армии за обличительную статью против военного министра Алимпича, но в том же году принят снова на службу и назначен сперва начальником арсенала в Крагуеваце, а затем и начальником артиллерийского управления. В 1876 году Сава Дмитриевич Груич был произведён в полковники.
Во время сербско-турецкой войны он состоял начальником артиллерии в армии генерала Черняева и отличился в делах при Вабиной Главе, Алексинаце и Делиграде.
Назначенный в 1877 году военным министром, Груич произвёл в сербской армии много целесообразных реформ и дал ей новую организацию. В начале 1879 года Груич был назначен генеральным консулом в Болгарию, в 1882 году — посланником в Афины, в 1887 году был произведён в полные генералы и назначен посланником в Санкт-Петербург, но в том же году снова стал военным министром и главой сербского правительства.
В 1891 году Груич был назначен председателем Государственного совета, в 1892 году — послом в Константинополь, в 1893 году — снова министром-президентом, а в 1897 году — вторично послом в столицу Российской империи город Санкт-Петербург.
В 1899 году Груич был обвинён в покушении на жизнь короля Милана, отставлен от должности и привлечён к суду, на который он, однако, не явился, оставшись за границей.
С падением Милана в 1900 году Груичу были возвращены все его права, звания и награды.
Сава Груич скончался в городе Белграде 25 ноября 1913 года.